# Evermore (album de Taylor Swift)
Pour les articles homonymes, voir Evermore (homonymie).
Albums de Taylor Swift
Folklore
(2020) Fearless (Taylor's Version)
(2021)
Singles
1. willow
Sortie : 11 décembre 2020
2. no body, no crime
Sortie : 11 janvier 2021
3. coney island
Sortie : 18 janvier 2021

Evermore (stylisé en minuscules) est le neuvième album studio de l'auteure-compositrice-interprète américaine Taylor Swift, un album surprise sorti le 11 décembre 2020.

## Genèse

### Contexte
En pleine pandémie de Covid-19, Taylor Swift annonce le 23 juillet 2020 un album surprise, folklore, disponible le lendemain à minuit. Coproduit par Jack Antonoff et Aaron Dessner de The National, l'album est salué par la critique et rencontre un important succès commercial, devenant l'un des albums les plus vendus de l'année aux États-Unis.
Quelques mois plus tard, le 10 décembre 2020, Taylor Swift annonce sortir un neuvième album, evermore, le soir même à minuit, à quelques jours de son 31e anniversaire. Le clip vidéo de Willow, premier extrait d'Evermore, est disponible au même moment sur YouTube. 

« Depuis que j'ai 13 ans, je suis impatiente d'avoir 31 ans car c'est mon chiffre porte-bonheur à l'envers, c'est pour cela que je voulais vous faire cette surprise maintenant. Vous avez tous été si attentionnés et un si grand soutien pour mes anniversaires, et donc cette fois-ci je pensais vous donner quelque chose !, »

La sortie de l'album est à nouveau une surprise, au vu des propos récents de l'artiste qui n'évoquaient que le réenregistrement d'anciennes chansons ou l'écriture de quelques titres. Taylor Swift décrit evermore comme un album « frère » de folklore,, evermore étant à l'automne et l'hiver ce que folklore est au printemps et à l'été. L'album comporte 15 titres, plus deux chansons bonus sur les éditions physiques.

### Écriture et enregistrement
Comme folklore, evermore est essentiellement écrit à distance. Après la sortie de folklore en juillet 2020, Taylor Swift et Aaron Dessner continuent à travailler ensemble à distance. Encouragée par le succès de cet album, qui s'éloigne de ses habituelles chansons diaristiques, Taylor Swift « sent son monde créatif s'ouvrir » et poursuit l'écriture de fictions.

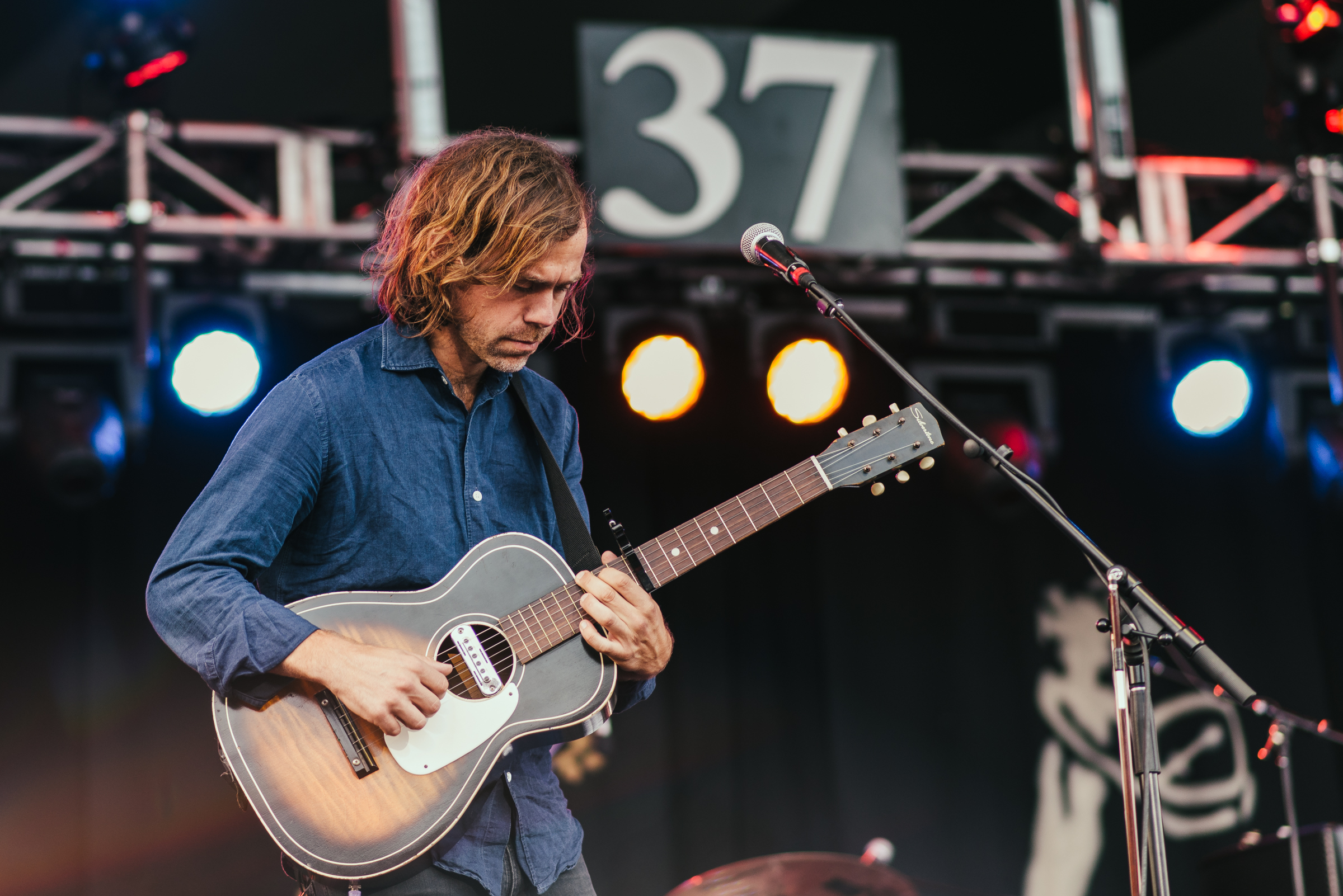
Aaron Dessner, de The National, est le principal collaborateur de Taylor Swift sur cet album.

Swift et Dessner écrivent notamment deux chansons destinées au supergroupe Big Red Machine (en), composé d'Aaron Dessner de The National et de Justin Vernon de Bon Iver, closure et dorothea,. De son côté, Dessner compose pour Taylor Swift une musique intitulée Westerly, ville où la chanteuse possède une maison, sur laquelle elle écrit les paroles de willow en quelques heures,. Taylor Swift et William Bowery envoient ensuite evermore à Justin Vernon, qui écrit le pont de la chanson. À ce moment, il devient clair pour les artistes qu'ils sont en train de réaliser l'album frère de folklore.
À l'automne 2020, Taylor Swift retrouve Aaron Dessner et Jack Antonoff chez Dessner, dans la vallée de l'Hudson (en), pour le tournage de folklore: the long pond studio sessions. Le trio tourne en effet une version live de l'album folklore pour Disney+. Le premier jour des répétitions, Taylor Swift écrit ’tis the damn season. Le dernier soir, Swift, Dessner et Antonoff célèbrent ensemble le succès de l'album. Taylor Swift décide alors de rester plus longtemps, pour travailler avec Aaron Dessner sur un nouvel album.
À l'exception de gold rush, toutes les chansons de l'album ont ainsi été produites ou co-produites par Aaron Dessner et enregistrées au studio Long Pond. La chanson gold rush est produite par Taylor Swift et Jack Antonoff et enregistrée à New York, au Rough Customer Studio et aux Electric Lady Studios. À noter que les voix invitées et les instruments particuliers sont souvent enregistrés séparément ; c'est par exemple le cas des voix de Haim pour no body, no crime enregistrées à Los Angeles ou encore de Marcus Mumford qui enregistre sa participation à cowboy like me au Royaume-Uni.

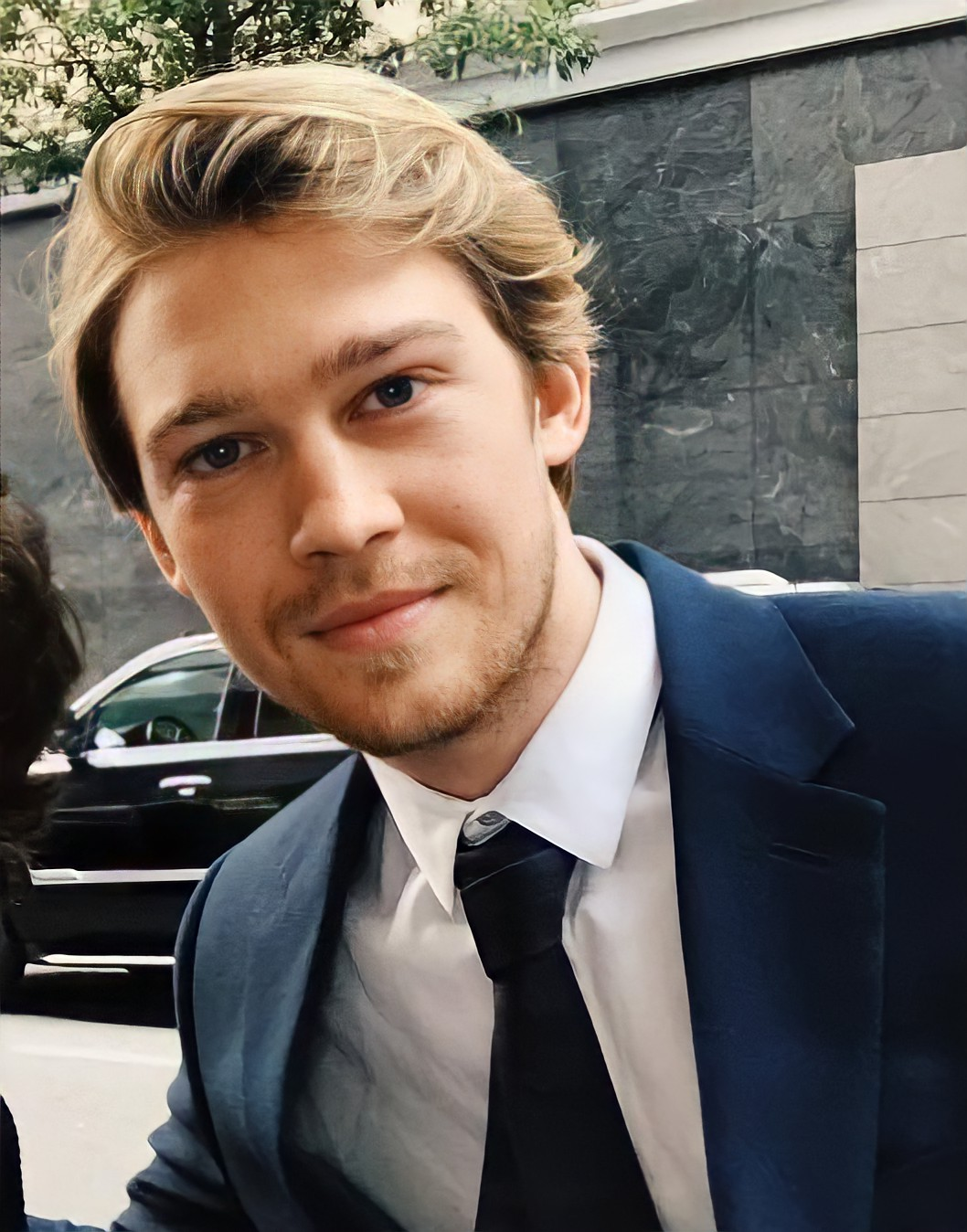
Joe Alwyn, ex petit-ami de Taylor Swift, participe à l'écriture de l'album sous le nom d'emprunt William Bowery.

Confiné avec Taylor Swift en raison de la pandémie de Covid-19, son petit-ami Joe Alwyn participe à l'écriture de l'album, sous le nom d'emprunt William Bowery. Il est crédité pour l'écriture des chansons champagne problems, coney island et evermore, titre sur lequel il joue également du piano. Cette collaboration contribue aux chansons les plus tristes de l'album. Taylor l'explique par leurs goûts communs : « Joe et moi aimons vraiment les chansons tristes. Nous avons toujours noué des liens grâce à la musique. Donc… Nous avons écrits [les chansons] les plus tristes »,.
Après avoir contribué à folklore, le chanteur de Bon Iver Justin Vernon poursuit lui aussi sa collaboration à distance avec Taylor Swift et Aaron Dessner, s'impliquant dans la réalisation de cinq chansons de l'album dont la chanson-titre evermore, qui est un duo entre Swift et Vernon. Les participations de Justin Vernon — instrumentales sur closure, cowboy like me, ivy et marjorie ou vocales sur evermore et marjorie — sont enregistrées dans son studio April Base situé à Fall Creek, près d'Eau Claire dans le Wisconsin. Vernon et Swift n'ont en effet jamais collaboré ensemble en personne.
Après la sortie d'evermore, Taylor Swift estime qu'une nouvelle page se tourne :

« Je me sens différente aujourd'hui par rapport à la sortie de Folklore car, le lendemain de la sortie de Folklore, Aaron et moi étions encore en train d'échanger des idées et nous savions que nous allions continuer à écrire de la musique. Avec cet album, j'ai l'impression d'une conclusion calme et l'étrange sérénité d'avoir fait ce que nous avions à faire et nous en sommes tous très fiers, et c'est vraiment vraiment un bon sentiment,. »

## Caractéristiques artistiques

### Thèmes et composition
Dans la lignée de folklore, evermore se plonge dans la fiction et s'éloigne des précédents albums de Taylor Swift grandement autobiographiques,. Alors que l'artiste est connue pour parler de ses histoires de cœur dans sa musique, elle affirme qu'aucune des pistes d'evermore ne parle de son petit-ami Joe Alwyn qui participe à l'écriture de l'album. Pour elle, l'album contient dix-sept contes, « qui se reflètent ou qui se croisent ».

### Chansons
Le titre willow ouvre l'album, dont il est également le premier single. Sa musique évoque le son indie folk créé par Taylor Swift et Aaron Dessner sur folklore, mêlant notamment boîte à rythmes et glockenspiel. D'après Taylor Swift, la chanson parle de l'attirance pour une personne, de l'amour naissant, et « sonne comme un sort jeté à une personne pour qu'elle tombe amoureuse de vous »,.
Coécrite avec Joe Alwyn, champagne problems est l'une des chansons les plus tristes de l'album. Cette ballade au piano parle d'une demande en mariage refusée, « d'un couple amoureux depuis l'université qui a des idées bien différentes pour la même nuit, l'une souhaitant rompre et l'autre apportant une bague »,. Contrairement aux suspicions de certains fans, Taylor Swift affirme que la chanson n'a rien d'autobiographique et qu'elle ne parle pas d'une demande en mariage que lui aurait faite Joe Alwyn,.
Troisième chanson de l'album, gold rush commence doucement avant de trouver un rythme plus entrainant avec tambours, cors et violons. Elle évoque la jalousie et les insécurités nées d'une relation avec une personne que tout le monde trouve attirante.
’tis the damn season, marquée par les sons de guitare électrique d'Aaron Dessner, raconte l'histoire de « Dorothea, la fille qui a quitté sa petite ville et poursuivit ses rêves d'Hollywood, et ce qui arrive lorsqu'elle revient pour les vacances et redécouvre un ancien amour »,. D'après Brittany Spanos de Rolling Stone, cette chanson nostalgique pourrait faire référence au roman Normal People de Sally Rooney.

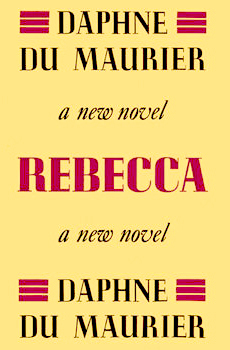
La 5e chanson devermore, tolerate it, s'inspire du roman Rebecca de Daphné du Maurier (1938).

La cinquième chanson d'un album de Taylor Swift correspond généralement à une chanson profondément émotionnelle, une confession à vif, personnelle,. Cette fois-ci, la chanteuse écrit tolerate it en pensant au personnage central du roman Rebecca de Daphné du Maurier : « elle fait toutes ces choses et elle essaie tellement et elle essaie de l'impressionner mais [son mari] ne fait que la tolérer »,. La chanson évoque ainsi une relation dans laquelle la flamme semble s'éteindre, l'un des partenaires se sentant ignoré.
Dans no body, no crime, Taylor Swift renoue avec la country et s'inspire du thème classique de la revanche de la femme trompée, à l'image de Before He Cheats de Carrie Underwood ou Goodbye Earl (en) de The Chicks,. no body, no crime parle en effet de venger le meurtre d'Este, probablement tuée par son mari infidèle. La chanteuse se rappelle avoir nommé le personnage Este en référence à Este Haim, « car c'est une amie qui aurait adoré être dans une chanson comme cela »,. En finalisant no body, no crime, Taylor Swift demande à Este Haim son restaurant favori (Olive Garden) et l'inclut dans les paroles, puis propose aux sœurs du groupe Haim de participer à la chanson. Il s'agit de la première collaboration entre Swift et Haim, qui sont proches après avoir fait plusieurs tournées ensemble.
Malgré son titre, happiness est une autre chanson de rupture, marquée par le son d'un synthétiseur,. La chanson, qui contient plusieurs références au roman Gatsby le Magnifique de F. Scott Fitzgerald, interroge sur la fin d'une relation : « il y aura du bonheur après toi, mais il y avait du bonheur grâce toi, les deux peuvent être vrais » (en anglais : There'll be happiness after you/But there was happiness because of you/Both of these things can be true).
dorothea raconte la même histoire que ’tis the damn season, mais du point de vue opposé, d'une personne restée dans leur ville natale. Au son de la guitare et du tambourin, la chanson évoque des souvenirs et un bal de promo manqué. Alors que de nombreuses théories apparaissent parmi les fans sur l'identité de cette Dorothea, qui serait notamment inspirée de Selena Gomez,,, Taylor Swift se contente d'indiquer qu'il s'agit d'une camarade de lycée de betty, héroïne d'une chanson de folklore.

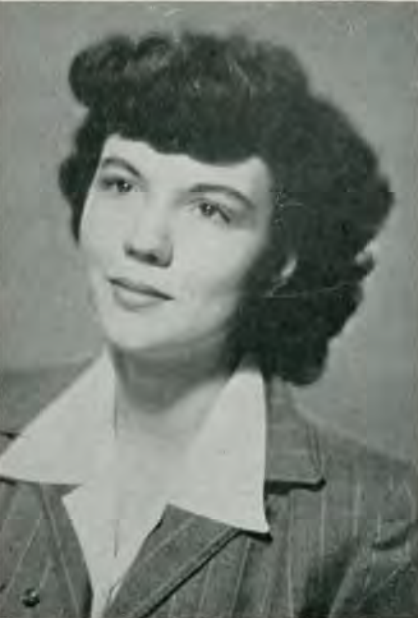
La 13e chanson de l'album, Marjorie, est un hommage à la grand-mère de Taylor Swift, Marjorie Finlay.

La chanson marjorie est un hommage à la grand-mère maternelle de Taylor Swift, Marjorie Finlay, une chanteuse d'opéra morte en 2003,. On peut entendre sa voix à la fin de la chanson, lorsque Taylor Swift chante « If I didn’t know better / I’d think you were singing to me now » (en français : « Si je n'étais pas aussi avisée, je penserais que tu chantes pour moi maintenant »). À propos de ce titre, Taylor Swift révèle lors de la sortie de l'album qu'elle « met en vedette ma grand-mère, Marjorie, qui me visite encore parfois... au moins dans mes rêves »,,. La chanson évoque l'inspiration que représente encore Marjorie Finlay pour sa petite-fille. Rob Sheffield de Rolling Stone souligne la position particulière de la chanson en 13e place de l'album, le chiffre porte-bonheur de Taylor Swift, et rappelle qu'elle fait écho à epiphany de folklore qui rend hommage à son grand-père paternel et figure également en 13e position.
La quatorzième piste, closure, possède un rythme destructuré (une signature rythmique asymétrique en 5/4), le chant de Taylor Swift donnant l'impression de "courir" après l'instrumental, qui comporte des sonorités électroniques (en contraste avec l'esthétique folk rustique de l'album) évoquant une machine à vapeur  ou un robot ; la voix de Swift est d'ailleurs passée au vocoder lorsqu'elle chante "i can feel you smoothing me over" (en français: je peux te sentir arrondir les angles avec moi). À la fin de la chanson, la machinerie s'arrête. 
Dans sa première édition, evermore s'achève par la chanson éponyme en duo avec Bon Iver. Comme pour exile, chanson de folklore en duo avec Bon Iver, Joe Alwyn compose la musique sur laquelle Taylor Swift pose ensuite ses paroles. evermore débute par un couplet de Taylor Swift traitant de la dépression, auquel répond le fausset de Justin Vernon (chanteur de Bon Iver). La chanson fait référence à deux années compliquées pour la chanteuse : 2016, après sa querelle avec Kanye West, et 2020, dans un contexte de pandémie et d'élection présidentielle,. Evermore évoque toutefois « le processus pour retrouver l'espoir », un message par lequel Taylor Swift souhaitait finir son album. 
right were you left me et it's time to go figurent en tant que titres bonus sur la version deluxe de l'album et en constituent en quelque sorte les fins alternatives.

### Pochette

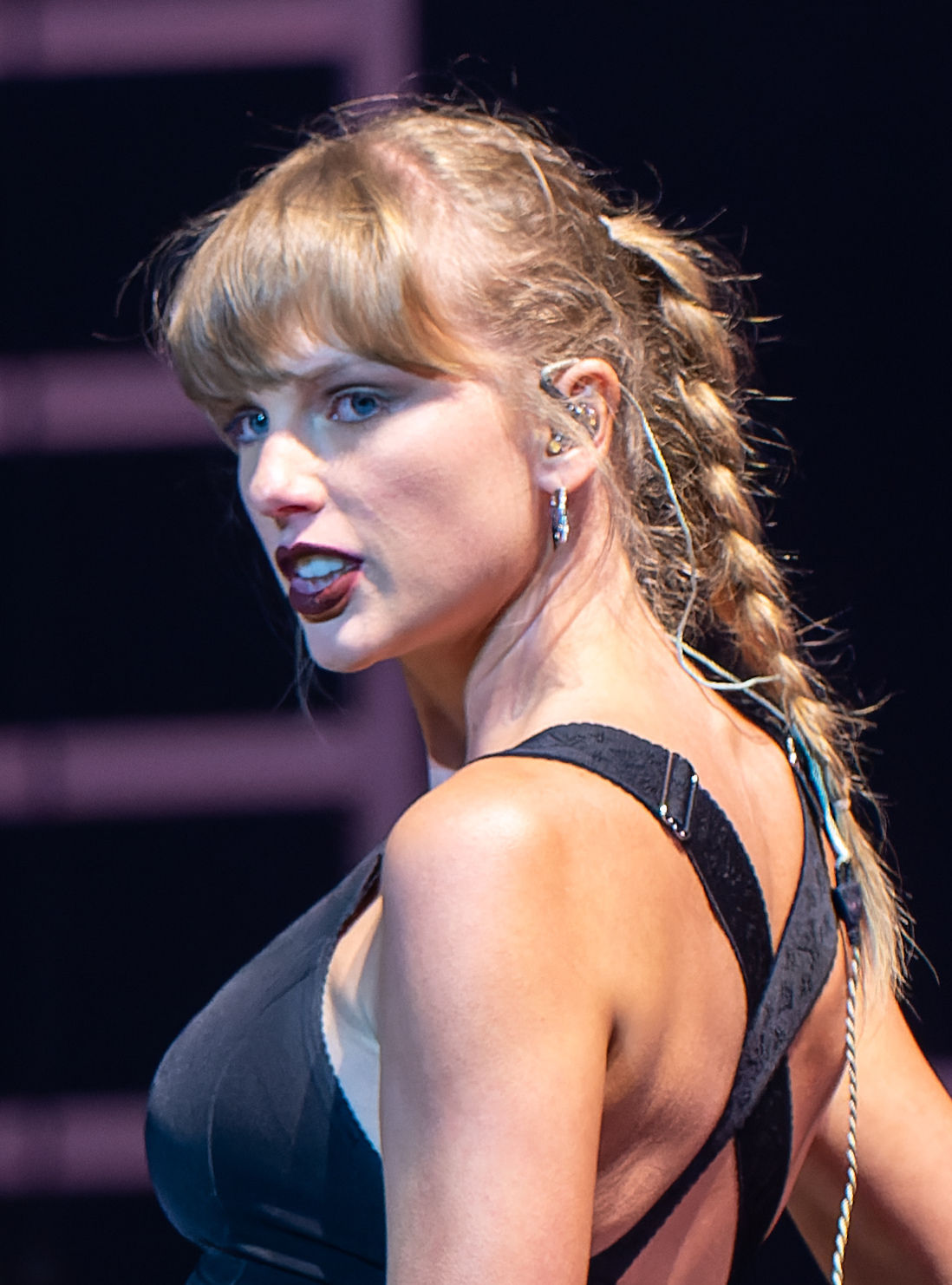
Sur la pochette devermore, Taylor Swift apparaît de dos, coiffée d'une tresse française comme lors de ce concert en 2022.

La pochette de l'album montre Taylor Swift de dos, faisant face à un champ et des arbres nus, à la fin d'un jour d'automne. La pochette d'evermore rappelle celle de folklore, où Taylor Swift est également habillée d'un manteau en tartan. Cependant, contrairement à folklore, evermore est en couleur et Taylor Swift se trouve désormais à l'orée du bois, et non plus dans la forêt.
Sur la pochette, Taylor Swift a une tresse française. La presse et les fans remarquent que cette tresse contient 31 tours, alors que l'album est publié à quelques jours des 31 ans de la chanteuse. Taylor Swift porte par ailleurs un manteau de laine droit à carreaux orange et marron, dessiné par Stella McCartney avec qui elle travaille depuis plusieurs années,. Le manteau est créé spécialement pour l'album, au sein de la collection limitée éthique « 23 Old Bond Street » de Stella McCartney. Vendu à 2 875 dollars, le manteau est épuisé en quelques heures.
La pochette d'evermore est la troisième pochette d'album la plus recherchée de l'année 2021 sur internet, après Donda de Kanye West et Sour d'Olivia Rodrigo.

## Parution et accueil

### Nominations et récompenses
| Année | Prix                      | Catégorie                               | Résultat   |
| ----- | ------------------------- | --------------------------------------- | ---------- |
| 2021  | 49e American Music Awards | Meilleur album pop rock                 | Lauréat    |
| 2021  | ARIA Music Awards         | Artiste international le plus populaire | Lauréat    |
| 2022  | 64e Grammy Awards         | Album de l'année                        | Nomination |
| 2022  | Juno Awards               | Album international de l'année          | Nomination |

### Accueil commercial
evermore rencontre un important succès commercial. À l'échelle mondiale, c'est le huitième album de Taylor Swift à se vendre à plus d'un million d'exemplaires en une semaine.
Aux États-Unis, evermore se vend à 329 000 exemplaires la semaine de sa sortie (dont 155 000 exemplaires physiques et 167 000 équivalents streaming). Il s'agit du cinquième meilleur démarrage de l'année 2020, titre que folklore détient. Grâce au streaming, les 15 titres de l'album se classent tous dans le Billboard Hot 100 des meilleures ventes de single. L'album lui-même se classe en tête du Billboard 200 pendant trois semaines (semaines du 26 décembre, 2 janvier et 16 janvier). Fin 2021, Taylor Swift devient la première artiste féminine à avoir un album classé no 1 et 2 des ventes d'album la même semaine. Malgré sa sortie tardive, Evermore est l'un des dix albums les plus vendus de l'année 2020 aux États-Unis.
Toujours aux États-Unis, l'édition vinyle d'evermore sort le 28 mai 2021 et bat le record des meilleurs ventes de vinyles en une semaine, dépassant en seulement trois jours le record détenu depuis 2014 par Lazaretto de Jack White avec 40 000 exemplaires. Taylor Swift établit le nouveau record hebdomadaire à 102 000 copies. Ces ventes permettent à evermore de retrouver la première place des ventes d'album début juin 2021. Ce passage de la 74e à la 1re position est la meilleure progression pour un album depuis 2008 (In Rainbows de Radiohead). Selon Billboard, Evermore est le quatrième album le plus vendu de l'année 2021 aux États-Unis.
Dans le reste du monde, evermore arrive en première position des ventes d'album en Australie, au Canada, en Flandre, en Nouvelle-Zélande, au Portugal et au Royaume-Uni. Il se classe également dans le top 5 en Allemagne, en Autriche, au Danemark, en Norvège, aux Pays-Bas, en Suède et en Suisse. En France, l'album connaît un succès plus modéré, ne se classant que 68e des ventes d'album.

### Classements et certifications

#### Classements hebdomadaires
| Classement (2020-2021)              | Meilleure place |
| ----------------------------------- | --------------- |
| Allemagne (Media Control AG)        | 5               |
| Australie (ARIA)                    | 1               |
| Autriche (Ö3 Austria Top 40)        | 2               |
| Belgique (Flandre Ultratop)         | 1               |
| Belgique (Wallonie Ultratop)        | 20              |
| Canada (Canadian Albums Chart)      | 1               |
| Danemark (Tracklisten)              | 2               |
| Écosse (OCC)                        | 3               |
| Espagne (Promusicae)                | 11              |
| États-Unis (Billboard 200)          | 1               |
| États-Unis (Top Alternative Albums) | 1               |
| Finlande (Suomen virallinen lista)  | 7               |
| France (SNEP)                       | 68              |
| Irlande (Irish Albums Chart)        | 2               |
| Italie (FIMI)                       | 26              |
| Norvège (VG-lista)                  | 3               |
| Nouvelle-Zélande (RIANZ)            | 1               |
| Pays-Bas (Mega Album Top 100)       | 3               |
| Portugal (AFP)                      | 1               |
| Royaume-Uni (UK Albums Chart)       | 1               |
| Suède (Sverigetopplistan)           | 3               |
| Suisse (Schweizer Hitparade)        | 4               |

#### Certifications
| Pays              | Certification | Unités certifiées |
| ----------------- | ------------- | ----------------- |
| États-Unis (RIAA) | Platine       | 1 000 000         |
| France (SNEP)     | Or            | 50 000            |

## Postérité
Au Royaume-Uni, avec folklore, evermore et la réédition de Fearless, Taylor Swift classe trois albums en tête des charts britanniques en seulement 269 jours, battant le record des Beatles de 364 jours avec Help !, Rubber Soul et Revolver en 1965-1966.

## Fiche technique

### Listes des chansons
| Édition standard numérique | Édition standard numérique        | Édition standard numérique               | Édition standard numérique             | Édition standard numérique | Édition standard numérique | Édition standard numérique | Édition standard numérique | Édition standard numérique | Édition standard numérique |
| No                         | Titre                             | Auteur                                   | Producteur(s)                          | Durée                      |                            |                            |                            |                            |                            |
| -------------------------- | --------------------------------- | ---------------------------------------- | -------------------------------------- | -------------------------- | -------------------------- | -------------------------- | -------------------------- | -------------------------- | -------------------------- |
| 1.                         | willow                            | Taylor Swift, Aaron Dessner              | Aaron Dessner                          | 3:34                       |                            |                            |                            |                            |                            |
| 2.                         | champagne problems                | Swift, William Bowery                    | Swift, A. Dessner                      | 4:04                       |                            |                            |                            |                            |                            |
| 3.                         | gold rush                         | Swift, Jack Antonoff                     | Swift, Antonoff                        | 3:05                       |                            |                            |                            |                            |                            |
| 4.                         | 'tis the damn season              | Swift, A. Dessner                        | A. Dessner                             | 3:49                       |                            |                            |                            |                            |                            |
| 5.                         | tolerate it                       | Swift, A. Dessner                        | A. Dessner                             | 4:05                       |                            |                            |                            |                            |                            |
| 6.                         | no body, no crime (feat. Haim)    | Swift                                    | Swift, A. Dessner                      | 3:35                       |                            |                            |                            |                            |                            |
| 7.                         | happiness                         | Swift, A. Dessner                        | A. Dessner                             | 5:15                       |                            |                            |                            |                            |                            |
| 8.                         | dorothea                          | Swift, A. Dessner                        | A. Dessner                             | 3:45                       |                            |                            |                            |                            |                            |
| 9.                         | coney island (feat. The National) | Swift, Bowery, A. Dessner, Bryce Dessner | A. Dessner, B. Dessner                 | 4:35                       |                            |                            |                            |                            |                            |
| 10.                        | ivy                               | Swift, A. Dessner, Antonoff              | A. Dessner                             | 4:20                       |                            |                            |                            |                            |                            |
| 11.                        | cowboy like me                    | Swift, A. Dessner                        | A. Dessner                             | 4:35                       |                            |                            |                            |                            |                            |
| 12.                        | long story short                  | Swift, A. Dessner                        | A. Dessner                             | 3:35                       |                            |                            |                            |                            |                            |
| 13.                        | marjorie                          | Swift, A. Dessner                        | A. Dessner                             | 4:17                       |                            |                            |                            |                            |                            |
| 14.                        | closure                           | Swift, A. Dessner                        | A. Dessner, BJ Burton, James McAlister | 3:00                       |                            |                            |                            |                            |                            |
| 15.                        | evermore (feat. Bon Iver)         | Swift, Bowery, Justin Vernon             | A. Dessner                             | 5:04                       |                            |                            |                            |                            |                            |
| 60:38                      |                                   |                                          |                                        |                            |                            |                            |                            |                            |                            |

| Édition deluxe physique (chansons bonus) | Édition deluxe physique (chansons bonus) | Édition deluxe physique (chansons bonus) | Édition deluxe physique (chansons bonus) | Édition deluxe physique (chansons bonus) | Édition deluxe physique (chansons bonus) | Édition deluxe physique (chansons bonus) | Édition deluxe physique (chansons bonus) | Édition deluxe physique (chansons bonus) | Édition deluxe physique (chansons bonus) |
| No                                       | Titre                                    | Auteur                                   | Producteur(s)                            | Durée                                    |                                          |                                          |                                          |                                          |                                          |
| ---------------------------------------- | ---------------------------------------- | ---------------------------------------- | ---------------------------------------- | ---------------------------------------- | ---------------------------------------- | ---------------------------------------- | ---------------------------------------- | ---------------------------------------- | ---------------------------------------- |
| 16.                                      | right where you left me                  | Swift, Dessner                           | Dessner                                  | 4:05                                     |                                          |                                          |                                          |                                          |                                          |
| 17.                                      | it's time to go                          | Swift, Dessner                           | Dessner                                  | 4:15                                     |                                          |                                          |                                          |                                          |                                          |
| 69:08                                    |                                          |                                          |                                          |                                          |                                          |                                          |                                          |                                          |                                          |

### Citations originales
1. ↑  « Ever since I was 13, I’ve been excited about turning 31 because it’s my lucky number backwards, which is why I wanted to surprise you with this now. You’ve all been so caring, supportive and thoughtful on my birthdays and so this time I thought I would give you something! »
2. ↑  « Joe and I really love sad songs. We've always bonded over music. So it was… We write the saddest [ones]. »
3. ↑  « I feel differently today than I felt the day after releasing ‘Folklore’ because, even the day after releasing ‘Folklore,’ Aaron and I were still bouncing ideas back and forth and we just knew we were gonna keep writing music. With this one I have this feeling of sort of quiet conclusion and sort of this weird serenity of we did what we set out to do and we’re all really proud of it, and that feels really really nice. »
4. ↑  « I think it sounds like casting a spell to make somebody fall in love with you ».
5. ↑  « Longtime college sweethearts had very different plans for the same night, one to end it and one who brought a ring ».
6. ↑  « Dorothea, the girl who left her small town and chase down Hollywood dreams – and what happens when she comes back for the holidays and rediscovers an old flame ».
7. ↑  « She's doing all these things and she's trying so hard and she's trying to impress him and he's just tolerating her the whole time ».
8. ↑  « Because she's the friend I have who would be stoked to be in a song like that ».
9. ↑  « Starring my grandmother, Marjorie, who still visits me sometimes…if only in my dreams ».